# Église Saint-Quentin de Pulnoy
Pour les articles homonymes, voir Église Saint-Quentin.
L'église Saint-Quentin se situe dans la commune française de Pulnoy, en Meurthe-et-Moselle dans la région Grand Est. 

## Histoire
L'église Saint-Quentin fut construite au XIIe ou au XIIIe siècle et détruite à cause de la peste entre 1630 et 1637, elle a été ensuite reconstruite en 1855.
Pulnoy connaissant une explosion démographique au XXe siècle, l'église a été agrandie en 1990 pour répondre aux besoins des habitants pour recevoir 200 places.
Des éléments funéraires du XVIIIe de l'ancien cimetière sont scellés dans les murs extérieurs (voir Pulnoy).

## Mobilier
Quatorze stations de son chemin de croix ont été réalisées en grès au sel d'Alsace avec une technique de poterie qui aura fallu attendre plus de 20 ans pour que cet ensemble soit complet.